# Day & Age
Day & Age é o terceiro álbum de estúdio da banda de rock alternativo norte-americana The Killers, lançado em 19 de Novembro de 2008. Até a presente data, o álbum já vendeu mais de 3 milhões de cópias pelo mundo.

## Produção
A banda começou a escrever as canções para o Day & Age durante a turnê promocional do álbum Sam's Town. O produtor Stuart Price havia trabalhado em alguns remixes do grupo, mas eles nunca haviam se visto até um encontro em Londres, em 2006. Price e a banda se reuniram antes de retornar ao estúdio para gravar a canção "Human", que seria o primeiro single deste disco. Conforme as canções iam sendo gravadas em Las Vegas, elas eram enviadas até Price, em Londres, que fazia então ligações de volta sobre as gravações. Com o CD quase gravado, o The Killers se reuniu com seus produtores musicais em Las Vegas em maio de 2008 para terminar o disco. O vocalista Brandon Flowers disse que o conceito do álbum era uma "continuação" do seu predecessor Sam's Town, dizendo que "é como olhar de Marte para Sam's Town". Em uma outra entrevista, para a The Quietus, Flowers disse que suas inspirações para compor foram Elton John, David Bowie e Lou Reed.
Quando perguntado sobre o título do álbum, Flowers disse: "Eu não sei. Você espera pelos momentos. Eu só esperei ele vir e eu sabia que [Day & Age] estava certo quando eu saquei". O título do disco é citado na letra das canções "Neon Tiger" e "The World We Live In".
O The Killers escolheu Paul Normansell para fazer a arte do álbum. Retratos artísticos dos integrantes da banda também foram feitos. Estes retratos são vistos no video clipe da canção "Human", além de estarem dentro da capa do Day & Age. Em 8 de dezembro de 2008, a Rolling Stone nomeou a capa deste álbum como a melhor de 2008. Em 15 de dezembro, os leitores da Rolling Stone votaram a capa do Day & Age como a melhor do ano.

## Faixas
Todas as faixas escritas e compostas por The Killers. 
| Versão padrão  |                          |         |  |
| N.º            | Título                   | Duração |  |
| 1.             | "Losing Touch"           | 4:15    |  |
| 2.             | "Human"                  | 4:09    |  |
| 3.             | "Spaceman"               | 4:43    |  |
| 4.             | "Joy Ride"               | 3:33    |  |
| 5.             | "A Dustland Fairytale"   | 3:45    |  |
| 6.             | "This Is Your Life"      | 3:41    |  |
| 7.             | "I Can't Stay"           | 3:06    |  |
| 8.             | "Neon Tiger"             | 3:05    |  |
| 9.             | "The World We Live In"   | 4:40    |  |
| 10.            | "Goodnight, Travel Well" | 6:51    |  |
| Duração total: | Duração total:           | 40:49   |  |

| Faixa bônus (Reino Unido, Irlanda e Austrália) |                    |         |  |
| N.º                                            | Título             | Duração |  |
| 11.                                            | "A Crippling Blow" | 3:36    |  |

| Faixa bônus (Japão) |                            |         |  |
| N.º                 | Título                     | Duração |  |
| 11.                 | "A Crippling Blow"         | 3:37    |  |
| 12.                 | "Forget About What I Said" | 2:57    |  |

| Faixa bônus do iTunes (Estados Unidos e Canadá) |                            |         |  |
| N.º                                             | Título                     | Duração |  |
| 11.                                             | "Tidal Wave"               | 4:13    |  |
| 12.                                             | "Forget About What I Said" | 2:57    |  |
| 13.                                             | "Human"                    |         |  |

| Faixa bônus do iTunes (Reino Unido, Japão e Austrália) |                                                  |         |  |
| N.º                                                    | Título                                           | Duração |  |
| 11.                                                    | "A Crippling Blow"                               | 3:36    |  |
| 12.                                                    | "Forget About What I Said" (Apenas na pré-venda) | 2:57    |  |

## Recepção
| Críticas profissionais | Críticas profissionais |
| Pontuações agregadas   | Pontuações agregadas   |
| Fonte                  | Avaliação              |
| ---------------------- | ---------------------- |
| Metacritic             | (69/100)               |
| Avaliações da crítica  |                        |
| Fonte                  | Avaliação              |
| About.com              | [ 12 ]                 |
| Allmusic               | [ 13 ]                 |
| The A.V. Club          | (B-)                   |
| Entertainment Weekly   | (B+)                   |
| Consequence of Sound   | [ 16 ]                 |
| The Guardian           | [ 17 ]                 |
| NME                    | (7/10)                 |
| Pitchfork Media        | (5.9/10)               |
| Rolling Stone          | [ 20 ]                 |
| Spin                   | (7/10)                 |

### Crítica
A crítica especializada recebeu muito bem o Day & Age. O USA Today, que deu ao álbum 3 de 4 estrelas, disse que ele era "impresssionante" e "pronto para ser tocado ao vivo". O jornal continuou comentando que "o som não é apenas grande, é transnacional, gerando o tipo de radição que um álbum de rock deve fazer nos dias atuais". A revista americana Billboard disse que o álbum é uma "aposta" e falou que "essa banda consegue manter seus fãs por muito pouco e eles aceitam mais um álbum desse gênero". A Entertainment Weekly, por sua vez, deu ao disco uma nota B+, comentando as influências de Duran Duran, Bono e David Bowie, e terminou dizendo que "como Las Vegas, Day & Age parece nos levar há uma sobrecarga sensorial. Mas o apelo aos fãs é inegavel".

### Comercial
O álbum foi um enorme sucesso comercial, recebendo certificações de platina no Reino Unido, na Irlanda, na Austrália, no Canadá, no México, na Nova Zelândia, na Espanha e em várias outras nações. Nos Estados Unidos, terra natal da banda, ele chegou a 6ª posição dos mais vendidos com 193 000 unidades comercializadas na primeira semana de lançamento e, até a presente data, vendeu mais de 770 000 cópias por lá, recebendo a certificação de disco de ouro. Isso fez do Day & Age um dos álbuns mais bem sucedidos e conhecidos da banda. O álbum estreou em primeiro lugar na Inglaterra, ao vender mais de 200 000 mil cópias na sua primeira semana de vendas em solo britânico. Desde então, só na Inglaterra, já foram mais de 1,2 milhões de cópias vendidas. Day & Age produziu singles de enorme sucesso, como a canção "Human".

## Tabelas
| Paradas                              | Melhor posição |
| ------------------------------------ | -------------- |
| Alemanha (Media Control Charts)      | 8              |
| Austrália (ARIA Charts)              | 4              |
| Áustria (Ö3 Austria Top 40)          | 9              |
| Bélgica (Ultratop 50)                | 12             |
| Bélgica (Ultratop 40)                | 41             |
| Canadá (Canadian Albums Chart)       | 6              |
| Croácia (International Albums Chart) | 6              |
| Dinamarca (Hitlisten)                | 19             |
| Espanha (PROMUSICAE)                 | 9              |
| Finlândia (Suomen virallinen lista)  | 17             |
| França (SNEP)                        | 57             |
| Grécia (IFPI)                        | 1              |
| Irlanda (Irish Albums Chart)         | 1              |
| Itália (FIMI)                        | 21             |
| Japão (Oricon)                       | 26             |
| México (Top 100)                     | 3              |
| Nova Zelândia (RIANZ)                | 2              |
| Noruega (VG-lista)                   | 1              |
| Países Baixos (MegaCharts)           | 12             |
| Portugal (AFP)                       | 5              |
| Suécia (Sverigetopplistan)           | 8              |
| Suíça (Schweizer Hitparade)          | 4              |
| Reino Unido (UK Album Chart)         | 1              |
| Estados Unidos (Billboard 200)       | 6              |

| País           | Certificador | Certificação |
| -------------- | ------------ | ------------ |
| Alemanha       | BVMI         | Ouro         |
| Austrália      | ARIA         | Platina      |
| Áustria        | IFPI         | Ouro         |
| Canadá         | Music Canada | Platina      |
| Grécia         | IFPI         | Ouro         |
| Irlanda        | IRMA         | 4× Platina   |
| Nova Zelândia  | RIANZ        | Platina      |
| Suécia         | GLF          | Ouro         |
| Suíça          | IFPI         | Ouro         |
| Reino Unido    | BPI          | 4× Platina   |
| Estados Unidos | RIAA         | Ouro         |

### Paradas de fim de ano
| Paradas (2009)              | Posição |
| --------------------------- | ------- |
| Suíça (Schweizer Hitparade) | 72      |